# Віндзор (Вісконсин)
Віндзор (англ. Windsor) — селище (англ. village) в США, в окрузі Дейн штату Вісконсин. Населення — 8754 особи (2020).

## Демографія
Згідно з переписом 2010 року, у місті мешкало 6345 осіб у 2432 домогосподарствах у складі 1815 родин. Було 2548 помешкань
Расовий склад населення:
| - 94,3 % — білих - 2,3 % — азіатів - 1,2 % — чорних або афроамериканців - 0,2 % — корінних американців |

До двох чи більше рас належало 1,3 %. Частка іспаномовних становила 2,0 % від усіх жителів.
За віковим діапазоном населення розподілялося таким чином: 24,8 % — особи молодші 18 років, 63,2 % — особи у віці 18—64 років, 12,0 % — особи у віці 65 років та старші. Медіана віку мешканця становила 39,8 року. На 100 осіб жіночої статі у місті припадало 97,8 чоловіків;  на 100 жінок у віці від 18 років та старших — 97,7 чоловіків також старших 18 років.